# Warwariwka (Pawlohrad)
Warwariwka (ukrainisch Варварівка; russisch Варваровка Warwarowka) ist ein Dorf im Norden der ukrainischen Oblast Dnipropetrowsk mit etwa 1400 Einwohnern (2006).

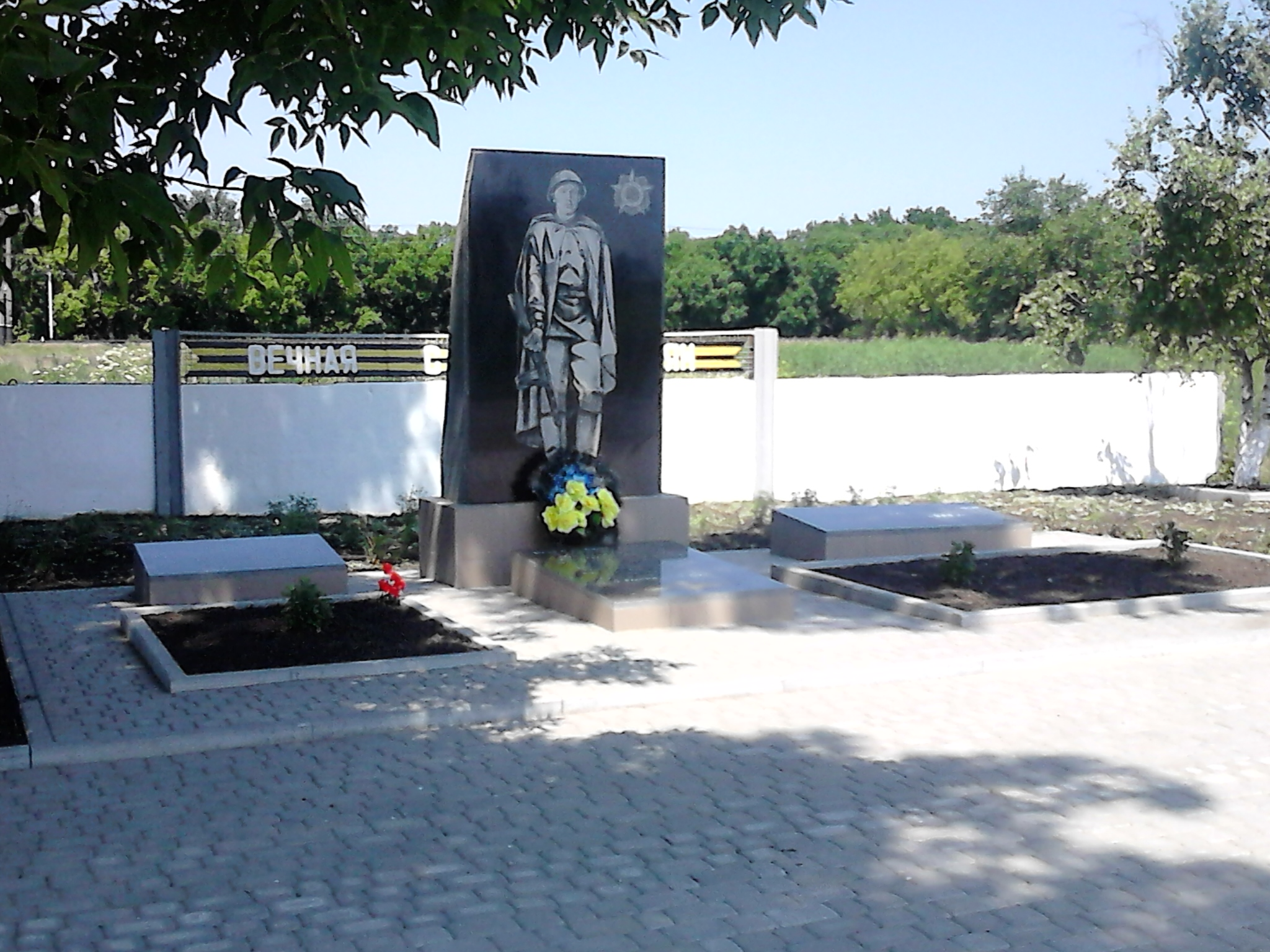
Denkmal im Ort

Das erstmals 1744 erwähnte Dorf liegt am linken Ufer der Mala Terniwka (Мала Тернівка), einem 55 km langen, rechten Nebenfluss der Samara und an der Regionalstraße P–51. Das Oblastzentrum Dnipro liegt etwa 90 km südwestlich und das ehemalige Rajonzentrum Jurjiwka 4 km nordöstlich von Warwariwka. Das Dorf besitzt einen Bahnstation an der Bahnstrecke Charkiw–Pawlohrad.
Am 12. Juni 2020 wurde das Dorf ein Teil der neugegründeten Siedlungsgemeinde Jurjiwka, bis dahin bildete es zusammen mit den Dörfern Jurjiwske (Юр'ївське), Prysowe (Призове), Schyroka Balka (Широка Балка) Werbske (Вербське), Wessela Hirka (Весела Гірка) und Wjasiwske-Wodjane (В'язівське-Водяне) die gleichnamige Landratsgemeinde Warwariwka (Варварівська сільська рада/Warwariwska silska rada) im Süden des Rajons Jurjiwka. Zwischen 10. August 2016 und Juni 2020 war sie dann auch kurzzeitig das Zentrum der Landgemeinde Warwariwka (Варварівська сільська громада/Warwariwska silska hromada), zu dieser gehörten auch noch die Dörfer Dolyna (Долина), Nyschnjanka (Нижнянка) und Werbuwatiwka (Вербуватівка).
Am 17. Juli 2020 kam es im Zuge einer großen Rajonsreform zum Anschluss des Rajonsgebietes an den Rajon Pawlohrad.